# Niederndorf (Freudenberg)

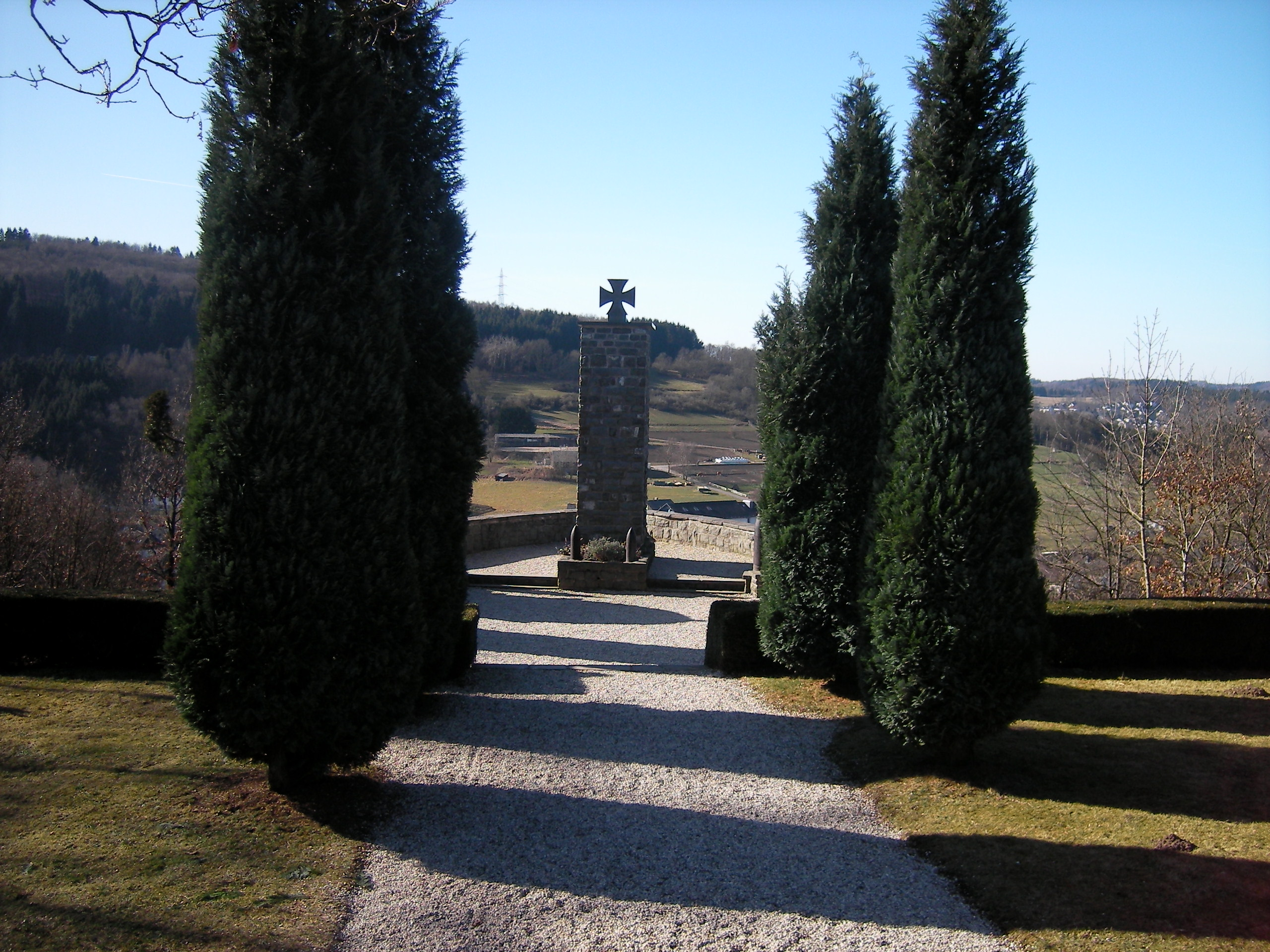
Ehrenmal von Niederndorf

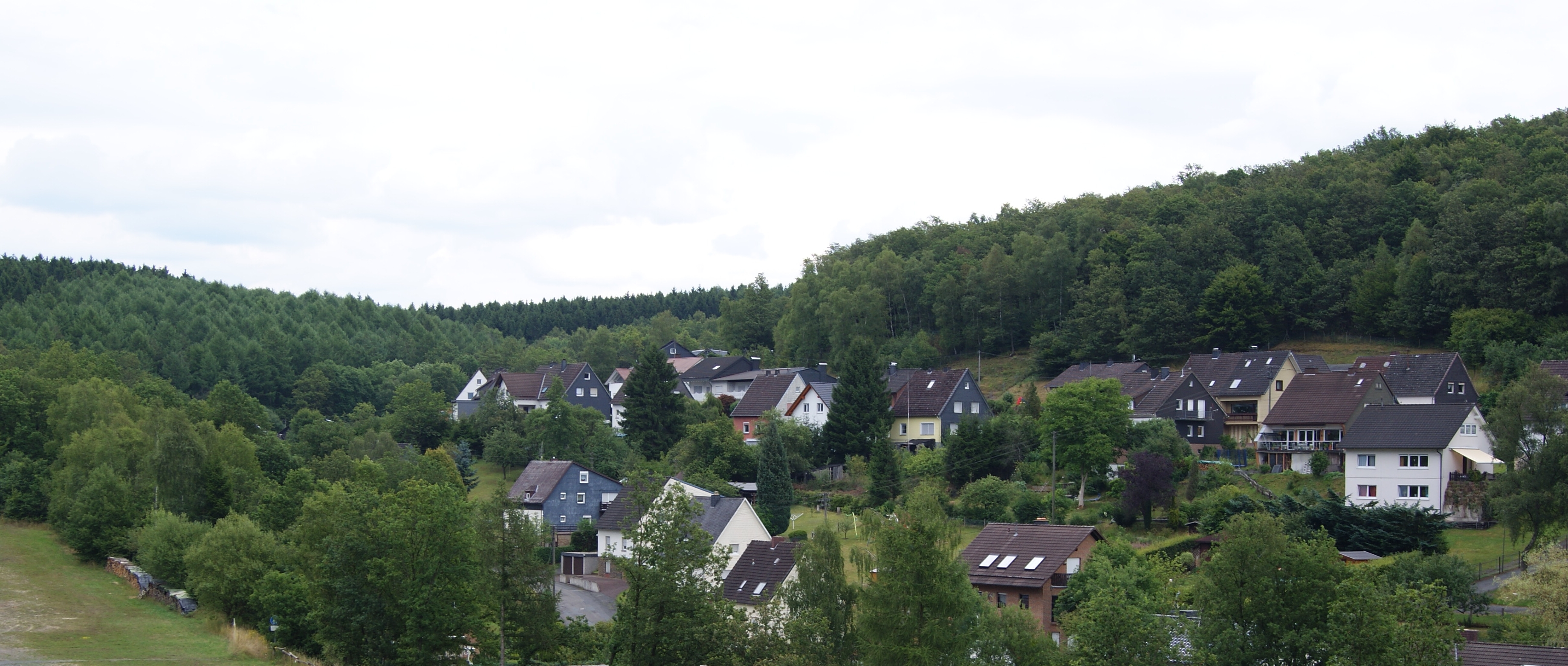
Die Sasselbach: der höchstgelegene, bewohnte Teil des Ortes

Niederndorf ist ein Stadtteil von Freudenberg im Kreis Siegen-Wittgenstein, Nordrhein-Westfalen.

## Geographie
Niederndorf liegt im südlichen Stadtgebiet von Freudenberg in einer hügeligen Mittelgebirgslandschaft und grenzt an Rheinland-Pfalz (RLP). Nachbarorte sind Oberfischbach, Dirlenbach und Niederfischbach (RLP). Die höchste Erhebung in Niederndorf ist der Giebelwald mit 528 m ü. NN. Dort entspringt auch einer der Bäche, die durch das Dorf fließen, der Uebach. Im Ort mündet er dann in den Fischbach. Die Landschaft um Freudenberg besteht zu rund zwei Dritteln aus Laub- und Fichtenwäldern.

## Geschichte
Niederndorf wurde im Jahr 1423 erstmals urkundlich erwähnt.
Im Jahr 1984 führte der Straßenbau in Niederndorf zu einer Veränderung des Ortsbildes, als diesem sowohl die alte Mühle als auch fünf Häuser weichen mussten. Niederndorf wurde am 1. Januar 1969 nach Freudenberg eingemeindet.

### Einwohnerzahlen
Einwohnerzahlen des Ortes:
| Jahr | Einwohner |
| ---- | --------- |
| 1818 | 286       |
| 1885 | 636       |
| 1895 | 694       |
| 1905 | 836       |
| 1910 | 860       |
| 1925 | 942       |

| Jahr | Einwohner |
| ---- | --------- |
| 1933 | 1054      |
| 1939 | 1048      |
| 1950 | 1249      |
| 1961 | 1371      |
| 1967 | 1578      |
| 1994 | 1652      |

| Jahr | Einwohner |
| ---- | --------- |
| 2000 | 1658      |
| 2008 | 1716      |
| 2010 | 1748      |
| 2011 | 1741      |
| 2017 | 1725      |
| 2019 | 1720      |

| Jahr | Einwohner |
| ---- | --------- |
| 2020 | 1720      |
| 2021 | 1690      |
| 2022 | 1696      |

Anmerkung: Einwohnerzahl 2008: 30. Juni.

## Infrastruktur
Niederndorf war Standort der Freien Christlichen Haupt- und Realschule (FCS) Siegen. Seit Juli 2010 ist in dem Schulgebäude in Niederndorf nur noch die Realschule untergebracht. Die Hauptschule befindet sich jetzt im Siegener Stadtteil Kaan-Marienborn.

## Persönlichkeiten
- Hans-Heinrich Hoof (1925–1998), Politiker (MdL)
- Jessica Göbel (* 1981), Tischtennis-Nationalspielerin